# Ptericoptomimus
Ptericoptomimus is een kevergeslacht uit de familie van de boktorren (Cerambycidae). De wetenschappelijke naam van het geslacht werd voor het eerst geldig gepubliceerd in 1935 door Melzer.

## Soorten
Ptericoptomimus is monotypisch en omvat slechts de volgende soort:
- Ptericoptomimus truncatus Melzer, 1935